# معركة عسقلان

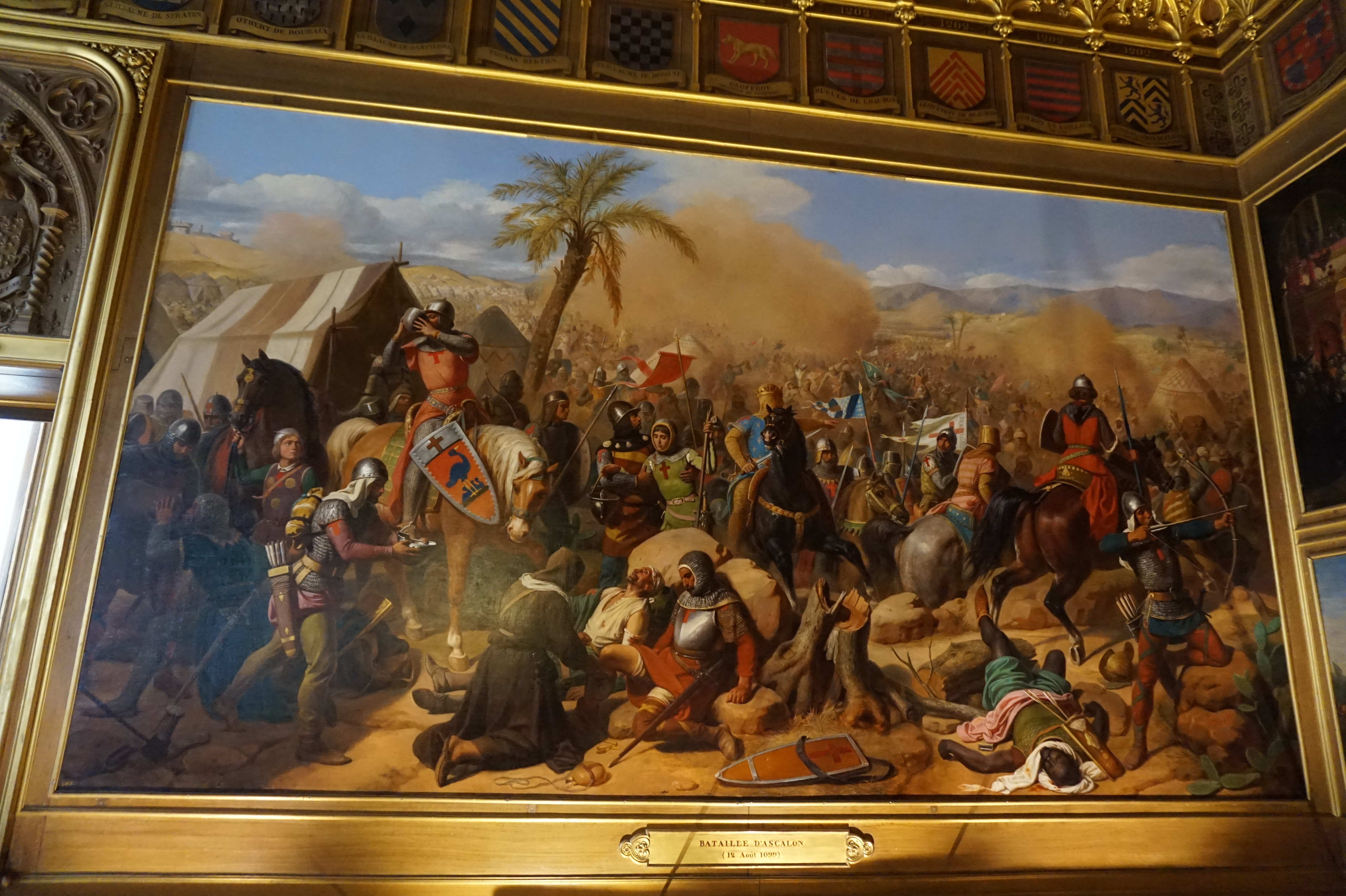
"معركة عسقلان" ، لوحة بريشة جان فيكتور شنيتز (1847) في صالة الحملات صليبية، قصر فرساي

معركة عسقلان (بالإنجليزية: Battle of Ascalon)‏، وقعت في 12 أغسطس 1099 م (13 رمضان 492 هـ) بعد فترة وجيزة من حصار بيت المقدس في نفس العام، وتعتبر آخر معارك الحملة الصليبية الأولى. دارت رحى المعركة بين جيش الصليبيين الفرنجة تحت قيادة جودفري وجيش الفاطميين علي أرض قرية حمامة التي كانت تتبع عسقلان. انتهت المعركة بهزيمة ودحر الجيش الفاطمي المتفوق عددياً، مما ضمن للصليبين الأمان في مملكة بيت المقدس.
كان الصليبيون قد حققوا هدفهم الأساسي من تلك الحملة المتمثل في الاستيلاء على بيت المقدس في 15 يوليو 1099. علم الصليبيون في أوائل آب / أغسطس بقدوم جيش الفاطميين لغزوهم وقد بلغ تعداده 20,000 جندي بقيادة الوزير الأفضل شاهنشاه. فبادرهم الجيش الصليبي الذي بلغ تعداده 10,200 بالهجوم، وخرجوا تاركين المدينة في 10 أغسطس ليخاطروا بكل شيء في معركة كبيرة ضد جيش المسلمين المقترب. سار الصليبيون حفاء حاملين معهم بقايا الصليب الحقيقي، برفقة البطريرك أرنولف التشوكيوسي. سار الجيش الصليبي جنوباً من مدينة القدس، حتي اقترب من محيط عسقلان في الحادي عشر من أغسطس وقاموا بالتقاط جَسّاسين مصريين كشفوا عن إسْتِعْدادات وقوة الجيش الفاطمي.
في فجر يوم 12 أغسطس، شن الجيش الصليبي هجومًا مفاجئًا على الجيش الفاطمي الذي كان لا يزال نائماً في معسكره خارج أسوار عسقلان وقت الهجوم. فشل الفاطميون في نشر ما يكفي من الحراس، ولم يتبق منهم سوى جزء من جيشهم قادرا على القتال. هزم الصليبيون المشاة الفاطميين ناقصي العدة بسرعة، بينما لم يتمكن الفرسان الفاطميون إلا بالكاد من القتال وانتهت المعركة في أقل من ساعة. وصل الفرسان الصليبيون إلى وسط المخيم، واستولوا على بيرق (لواء) الوزير وأمتعته الشخصية، بما في ذلك سيفه. تمكنت سيوف الإفرنج من الفاطميين، فأتي القتل علي الراجل والمطوعة وأهل القرية، وكانوا زهاء عشرة آلاف نفس، وهو عدد يدل علي المشاركة الواسعة للمقاومة الشعبية. لجأ المقاومون بعد الهزيمة التي لحقت بهم إلى تسلق أشجار الجميز ليحتموا بها، فعد الصليبيون إلى إحراق تلك الأشجار حتى هلك من فيها، وقتلوا من خرج منها علي حد قول ابن أثير. وفر الوزير علي سفينة راجعا إلى مصر. قتل الصليبيون الناجين وجمعوا كمية كبيرة من السلائب. قدر المؤرخ الدمشقي ابن القلانسي خسائر الفاطميين في تلك المعركة ب12,700 قتيل.
وقد أغري الانتصار الذي حققته القوات الصليبية في معركة عسقلان جودفري لحصار مدينة عسقلان بغية احتلالها بعدما فشلت أولي محاولات المسلمين لاستعادة بيت المقدس وانتهائها بهزيمة تامة، وبالفعل نازل الفرنج عسقلان وضايقوها، فنهض سكانها للدفاع عنها في مقاومة شعبيية لا مثيل لها، إذ استشهد نتيجة صد هذا العدوان من أهل عسقلان من شهودها وتجارها وأحداثها سوي أجنادها ألفان وسبعمائة نفس. كانت الحامية العسكرية الفاطمية في عسقلان علي استعداد للاستسلام فقط لريمون تولوز، وهو شرط لم يقبله غودفري ولكنه فشل في الاستيلاء علي المدينة أمام صمود أهلها الشعبي فقرر الصليبيون رفع الحصار عن المدينة بعد أن قرروا عليها عشرين ألف دينار تحمل لهم. ظلت القاعدة الفاطمية في عسقلان شوكة في خصر مملكة بيت المقدس الصليبية ولم تسقط حتى عام 1153.

## خلفية
في عهد الخليفة المستعلي بالله الفاطمي وقعت اشتباكات ومعارك ما بين أمير جيشه ووزيره الأفضل شاهنشاه بن بدر الدين الجمالي والصليبيين في بلاد الشام أدت إلي استيلاء الصليبيون على القدس. بدأ الصليبيون بعد تحقق حلمهم وهدفهم وهو الاستيلاء علي القدس فورا في النظر إلي ما حولهم من مدن وقري ليتوسعوا إكثر وأكثر، والحجة هي تأمين المدينة المقدسة، وحماية الطرق المؤدية إليها. أخطأ الفاطميون التصور، عندما ظنوا أن الصليبيين سيكونوا حلفاء للفاطميين نظرًا لعداء الإثنين للسلاجقة. كان الفاطميون في مصر قد تفاوضوا مع الصليبيون أثناء مسيرتهم إلى القدس، وكانوا على استعداد للتخلي عن الشام الشمالي (سوريا) في سبيل الحفاظ علي الشام الجنوبي (فلسطين) لكن لم يتم التوصل إلى تسوية مع الصليبيين الذين كانت غايتهم هي السيطرة علي كنيسة القيامة في مدينة القدس. كانت القدس قد سقطت في قبضة الصليبيين في 15 يوليو 1099 بعد حصار طويل، وعلى الفور وصلت أخبار للصليبيين بأن الجيش الفاطمي في طريقه لحصارهم.
عندها تحرك الصليبيون بسرعة فنصبوا غودفري الأول حاكم بوايون حاميا لكنيسة القيامة في 22 يوليو، والقس أرنولف دي تشوكيوس - يعتقد أنه عثر علي بقايا من الصليب الحقيقي يوم 5 أغسطس - بطريركاً للقدس في 1 أغسطس من نفس العام. أرسل الفاطميون رسلهم للصليبيين يأمرونهم بمغادرة بيت المقدس، فتجاهلهم الصليبيون. خرج غودفري من بيت المقدس مع بقية القوات الصليبية قاصدا الاستيلاء علي عسقلان في 10 أغسطس لضمها إلي مملكة بيت المقدس، وهي علي مسيرة يوم واحد من القدس. عكف الصليبيون علي الصلوات في القدس ترأس خلالها الراهب بطرس الناسك رجال الدين الكاثوليك والأرثوذكس للدعاء بالنصر وقاد موكبا كنسيا سار من كنيسة القيامة حتى موقع «المعبد المقدس». خرج كل من روبير الثاني كونت الفلاندرز والبطريرك أرنولف مع غودفري في حملته علي عسقلان، وتخلف كل من ريمون الرابع كونت تولوز وروبير دوق نورماندي في القدس، أما بسبب الخلاف مع غودفري علي زعامة الصليبيين - فقد كان ريمون يرغب في تولي حكم بيت المقدس أو تكون له إمارته المستقلة عن مملكة بيت المقدس - أو أنهما فضلا التأكد من أخبار الجيش القادم من مصر عن طريق كشافتهم الخاصة. عندما تأكد ريمون وروبير من قدوم الجيش الفاطمي، خرجوا من القدس في اليوم التالي. بالقرب من الرملة، والتقي ريمون وروبير مع تانكريد ويوستاس شقيق جودفري، الذين كانا قد خرجا للاستيلاء على نابلس في وقت سابق من ذلك الشهر. حمل البطريرك أرنولف بقايا الصليب على رأس الجيش الصليبي، في حين حمل الكاهن رايموند ديجويليري بقايا الحربة المقدسة التي عثر عليها الصليبيون في أنطاكية في العام السابق.
في الرابع  من أغسطس عام 1099 -أي بعد سقوط بيت المقدس بعشرين يوما - وصل الجش الفاطمي (العبيدي) إلي ميناء عسقلان. وكما ورد فيما سبق، اكتشف الصليبيون أمر الجيش وهو ما زال بالميناء، فأسرعت القوات الصليبية من كل مكان وحدث قتال كبير بين الجيشين، وخاصة أن كلا منهما يقودة الزعيم الأكبر في كل جيش، فجيش الصليبيين علي رأسه غودفري بوايون، وجيش العبيديين علي رأسه الأفضل شاهنشاه بن بدر الدين الجمالي، وهو الوزير الأول في مصر والمتحكم في الأمور بها وهو أعلي سلطة وأجل من الخليفة العبيدي نفسه.
درات المعركة في 492 هـ الثاني عشر من أغسطس عام 1099 وما هي إلا لحظات قليلة حتي تشتت شمل العبيديين، وقتل منهم العدد الكبير، وفر الأفضل الجمالي مع بعض مقربيه علي سفينة راجعا إلي مصر، وكانت هذة المعركة خاتمة للمحاولات الجادة من الدولة العبيدية لاسترداد المفقود من أرض فلسطين.

## النتائج
قضى الصليبيون الليل في المعسكر المهجور، مستعدين لهجوم آخر، لكن في الصباح علموا أن الفاطميين تراجعوا إلى مصر. فر الفاضل على ظهر سفينة. استولى الصليبيون على كل ما استطاعوا نهبه، بما في ذلك ختم وخيمة الفاضل الشخصية وحرقوا البقية. عادوا إلى بيت المقدس في 13 أغسطس، وبعد الكثير من الاحتفالات طالب كلاً من گدفري وريمون بعسقلان. عندما علمت الحامية بالنزاع رفضوا الاستسلام. بعد المعركة، عاد معظم الصليبيين إلى بلادهم في أوروپا، بعد أن تم الوفاء بتعهداتهم بالحج. عند نهاية السنة كان قد تبقى في بيت المقدس بضع مئات من الفرسان، لكان تم دعهم تدريجياً بقوات صليبية جديدة، بعد نجاح الحملة الصليبية الأصلية.
بالرغم من أن معركة عسقلان كانت انتصاراً للصليبيين، إلا أن المدينة نفسها ظلت تحت سيطرة الفاطميين، وفي النهاية أقيمت فيها حامية جديدة. أصبحت قاعدة لعمليات غزو مملكة بيت المقدس سنوياً، وفي السنوات التالية وقعت فيها عدد من المعارك، حتى عام 1153 عندما سقطت أخيراً في يد الصليبيين في حصار عسقلان.